# Burgerwoning Egghermonde
Burgerwoning Egghermonde is een gemeentelijk monument aan de Banningstraat 8 in Soesterberg in de provincie Utrecht.
Het burgerwoonhuis staat op het terrein van de buitenplaats Egghermonde op Banningstraat 6. 
In 1964 werd achter de bepleisterde woning een stal gebouwd. De windveren en de deur zijn evenals het houtwerk van het landhuis groen en wit geschilderd. De eerdere raamluiken zijn aan het eind van de twintigste eeuw verdwenen.